# Union List of Artist Names
De Union List of Artists Names (ULAN) is een database voor beeldende kunst en met een gecontroleerde woordenlijst die online is gezet door het Getty Research Institute. In 2018 bevatte de database meer dan 300.000 kunstenaars , en  van alle soorten en uit elk tijdperk. Het is een thesaurus die een belangrijke bron is voor de toewijzing van cultureel-erfgoedobjecten, met name voor archieven, bibliotheken en musea.